# Eduard Alver
Eduard Alver (né le 15 mars 1886 à Valga, mort le 5 août 1939 à Tallinn) est un avocat et un homme politique estonien.

## Biographie
Commandant la Ligue de défense estonienne (Kaitseliit) pendant la guerre d'indépendance estonienne de 1918 à 1920, il est considéré comme l'un des fondateurs de l'Estonie moderne.
De 1906 à 1911, Eduard Alver étudie la médecine à l'université de Vienne en Autriche-Hongrie. Il étudie également le droit à l'université de Tartu puis obtient sa maîtrise en droit à l'université de Moscou.
Du 4 avril 1919 au 24 octobre 1919, il commande la Ligue de défense estonienne.
De 1935 à 1936, il est directeur exécutif d'Eesti Kultuurfilm.
Eduard Alver meurt en 1939 et est enterré au cimetière Liiva à Tallinn.
Son petit-fils, Siim Kallas, et son arrière-petite-fille Kaja Kallas, devinrent plus tard tous deux Premier ministre d'Estonie.

## Distinction
- 1929 : ordre de la Croix de l'aigle, classe II[3].